# Sisyracera contortilienalis
Sisyracera contortilienalis är en fjärilsart som beskrevs av George Francis Hampson 1895. Sisyracera contortilienalis ingår i släktet Sisyracera och familjen Crambidae. Inga underarter finns listade i Catalogue of Life.